# Rodrigo Possebon
Rodrigo Pereira Possebon (født 13. februar 1989 i Sapucaia do Sul, Rio Grande do Sul) er en brasiliansk fodboldspiller som spiller som midtbanespiller for Náutico i sit hjemland.

## Klubkarriere

### Tidlige år
Rodrigo Possebon begyndte sin fodboldkarriere ved at spille for klubben Internacional som en forsvarende midtbanerolle. Possebon blev spottet af Manchester Uniteds Brasilien-stationerede spejder John Calvert-Toulmin som også var med til at få forsvarsspillerne Fábio og Rafael til klubben.

### Manchester United
Han skrev under med Manchester United i januar 2008 for et beløb på 26,25 millioner kr. Hans far er af italiensk afstamning, og derfor kunne Possebon få et italiensk pas. Så var det ikke nogen sag for Europæiske Union at give ham lov til at arbejde som en ikke-europæisk borger i Europa.  Possebon fik nummeret 34 på sin trøje, som han arvede efter Ryan Shawcross fra den tidligere 2007-08 Premier League-sæson.
Han fik sin professionelle debut for klubben som udskifter i stedet for Ryan Giggs i anden halvleg af 1-1-opgøret mod Newcastle United den 17. august.
Den 23. september 2008 under en Football League Cup-kamp, blev han skadet i en udfordring af Middlesbrough-kaptajnen Emanuel Pogatetz, en tackling der gav østrigeren et direkte rødt kort. Mange frygtede, at hans ben var brækket, men Manchester United meddelte senere noget andet. Possebon kom tilbage fra skadespausen den 22. oktober 2008, hvor han scorede for Manchester United Reservernes 3–0-sejr over Manchester City.

## Santos FC
Possebon forlod i 2010 Manchester United og tog til Brasilien, hvor han skrev kontrakt med Santos FC.

## Hæder

### Manchester United
- FA Community Shield
  - Vinder (1): 2008
- UEFA Super Cup
  - Runner-up (1): 2008

## Eksterne links
- Profil af Rodrigo Possebon hos ManUtd.com (engelsk)
- Fakta om Rodrigo Possebon Arkiveret 17. september 2008 hos  Wayback Machine hos Soccerbase (engelsk)
- Fakta om Rodrigo Possebon Arkiveret 30. september 2008 hos  Wayback Machine hos CBF (portugisisk)